# 薩米亞·利馬
薩米亞·利馬（葡萄牙語：Sâmia Lima，2000年6月8日—），巴西女子羽毛球運動員。

## 簡歷

### 2016年-2017年
2016年4月，薩米亞·利馬代表巴西参加本国举办的泛美洲羽毛球錦標賽，助巴西队赢得混合團體亚军。
2017年2月，薩米亞·利馬代表巴西参加多米尼加聖多明哥举办的泛美洲羽毛球錦標賽，助巴西队赢得混合團體亚军。同年3月，她與杰奎琳·利马出戰巴西羽毛球國際賽，在女双決賽以2比1（14-21、21-19、21-15）擊敗隊友Thalita Correa/Paloma Eduarda Da Silva，赢得成年组赛事冠军，亦是她首个國際挑戰賽女双冠軍。同年4月，她出战秘魯羽毛球國際挑戰賽，在女单準决赛以0比2（7-21、7-21）不敌赛会头号种子、加拿大华裔名将的李文珊，赢得亚军；此外，还与青年期杰奎琳·利马的女双决赛以0比2（19-21、20-22）不敌赛会头号种子、东道主的丹妮拉·马西亚斯/西村丹妮卡，赢得亚军。

### 2018年
2018年7月，薩米亞·利馬代表巴西参加本国举办的美洲青年羽毛球錦標賽，助巴西队赢得混合團體银牌；此外，还与青年期杰奎琳·利馬的女双準決賽以0比2（11-21、15-21）不敌加拿大强档的Crystal Lai/張文玉，赢得美青赛女双铜牌。

## 主要比賽成績
只列出曾進入準決賽的國際賽事成績：
| 年份   | 賽事                                        | 公開賽級別 | 項目     | 拍檔                   | 成績   |
| ------ | ------------------------------------------- | ---------- | -------- | ---------------------- | ------ |
| 2014年 | 泛美洲青年羽毛球錦標賽                      | 其他       | 混合團體 | －                     | 亞軍   |
| 2015年 | 泛美洲青年羽毛球錦標賽                      | 其他       | 混合團體 | －                     | 亞軍   |
| 2016年 | 泛美洲羽毛球錦標賽                          | 其他       | 混合團體 | －                     | 亞軍   |
| 2016年 | 泛美洲青年羽毛球錦標賽                      | 其他       | 混合團體 | －                     | 亞軍   |
| 2017年 | 泛美洲羽毛球錦標賽                          | 其他       | 混合團體 | －                     | 亞軍   |
| 2017年 | 巴西羽毛球國際賽                            | 國際挑戰賽 | 女子雙打 | 杰奎琳·利马            | 冠軍   |
| 2017年 | 秘魯羽毛球國際挑戰賽                        | 國際挑戰賽 | 女子單打 | －                     | 準決賽 |
| 2017年 | 秘魯羽毛球國際挑戰賽                        | 國際挑戰賽 | 女子雙打 | 杰奎琳·利马            | 亞軍   |
| 2017年 | 泛美洲青年羽毛球錦標賽                      | 其他       | 混合團體 | －                     | 季軍   |
| 2017年 | 泛美洲青年羽毛球錦標賽                      | 其他       | 混合雙打 | 法布里西奥·法里亚斯    | 亞軍   |
| 2018年 | 泛美洲青年羽毛球錦標賽                      | 其他       | 混合團體 | －                     | 亞軍   |
| 2018年 | 泛美洲青年羽毛球錦標賽                      | 其他       | 女子雙打 | 杰奎琳·利馬            | 季軍   |
| 2019年 | 泛美洲羽毛球錦標賽                          | 其他       | 女子雙打 | 杰奎琳·利馬            | 季軍   |
| 2019年 | 秘魯羽毛球國際賽                            | 國際系列賽 | 女子雙打 | 杰奎琳·利馬            | 亞軍   |
| 2019年 | 泛美運動會羽毛球比賽                        | 其他       | 女子雙打 | 杰奎琳·利马            | 銅牌   |
| 2019年 | 巴西羽毛球未來系列賽 （页面存档备份，存于） | 未來系列賽 | 女子單打 | －                     | 準決賽 |
| 2019年 | 巴西羽毛球未來系列賽 （页面存档备份，存于） | 未來系列賽 | 女子雙打 | 杰奎琳·利马            | 冠軍   |
| 2019年 | 巴西羽毛球未來系列賽 （页面存档备份，存于） | 未來系列賽 | 混合雙打 | 阿圖爾·席爾瓦·波莫切諾 | 亞軍   |
| 2019年 | 危地馬拉羽毛球國際系列賽                    | 國際系列賽 | 女子雙打 | 杰奎琳·利马            | 冠軍   |
| 2019年 | 巴西羽毛球國際系列賽                        | 國際系列賽 | 女子雙打 | 杰奎琳·利马            | 冠軍   |
| 2019年 | 巴西羽毛球國際系列賽                        | 國際系列賽 | 混合雙打 | 弗朗塞尔顿·法里亚斯    | 亞軍   |
| 2019年 | 聖多明哥羽毛球公開賽                        | 國際系列賽 | 女子雙打 | 杰奎琳·利马            | 冠軍   |
| 2019年 | 聖多明哥羽毛球公開賽                        | 國際系列賽 | 混合雙打 | 弗朗塞尔顿·法里亚斯    | 亞軍   |
| 2019年 | 美國羽毛球國際挑戰賽                        | 國際挑戰賽 | 女子雙打 | 傑奎琳·利馬            | 準決賽 |
| 2020年 | 泛美洲羽毛球男女子團體錦標賽                | 其他       | 女子團體 | －                     | 季軍   |
| 2021年 | 巴西羽毛球國際系列賽                        | 國際系列賽 | 女子單打 | －                     | 準決賽 |
| 2021年 | 巴西羽毛球國際系列賽                        | 國際系列賽 | 女子雙打 | 杰奎琳·利马            | 冠軍   |
| 2021年 | 巴西羽毛球國際系列賽                        | 國際系列賽 | 混合雙打 | 阿图尔·席尔瓦·波莫切诺 | 亞軍   |
| 2021年 | 多明尼加羽毛球公開賽                        | 未來系列賽 | 女子單打 | －                     | 亞軍   |
| 2021年 | 多明尼加羽毛球公開賽                        | 未來系列賽 | 女子雙打 | 杰奎琳·利马            | 冠軍   |
| 2021年 | 多明尼加羽毛球公開賽                        | 未來系列賽 | 混合雙打 | 阿图尔·席尔瓦·波莫切诺 | 亞軍   |
| 2022年 | 泛美洲羽毛球男女子團體錦標賽                | 其他       | 女子團體 | －                     | 季軍   |
| 2022年 | 墨西哥羽毛球國際挑戰賽                      | 國際挑戰賽 | 女子雙打 | 杰奎琳·利马            | 準決賽 |
| 2022年 | 巴西羽毛球國際系列賽                        | 國際系列賽 | 女子雙打 | 杰奎琳·利马            | 冠軍   |
| 2022年 | 秘魯羽毛球國際系列賽                        | 國際系列賽 | 女子雙打 | 杰奎琳·利马            | 冠軍   |
| 2023年 | 泛美洲羽毛球混合團體錦標賽                  | 其他       | 混合團體 | －                     | 季軍   |
| 2023年 | 聖多明哥羽毛球公開賽                        | 國際系列賽 | 女子單打 | －                     | 亞軍   |
| 2023年 | 聖多明哥羽毛球公開賽                        | 國際系列賽 | 女子雙打 | 傑奎琳·利馬            | 亞軍   |
| 2023年 | 聖多明哥羽毛球公開賽                        | 國際系列賽 | 混合雙打 | Davi Silva             | 準決賽 |
| 2023年 | 巴西羽毛球國際系列賽                        | 國際系列賽 | 女子雙打 | 傑奎琳·利馬            | 冠軍   |
| 2023年 | 危地馬拉羽毛球國際挑戰賽                    | 國際挑戰賽 | 女子雙打 | 傑奎琳·利馬            | 準決賽 |
| 2023年 | 秘魯羽毛球國際挑戰賽                        | 國際挑戰賽 | 女子雙打 | 傑奎琳·利馬            | 亞軍   |
| 2024年 | 伊朗羽毛球國際挑戰賽                        | 國際挑戰賽 | 女子雙打 | 傑奎琳·利馬            | 冠軍   |
| 2024年 | 泛美洲羽毛球男女子團體錦標賽                | 其他       | 女子團體 | －                     | 季軍   |
| 2024年 | 泛美洲羽毛球錦標賽                          | 其他       | 女子雙打 | 傑奎琳·利馬            | 季軍   |
| 2024年 | 秘魯羽毛球國際系列賽                        | 國際系列賽 | 女子雙打 | 傑奎琳·利馬            | 冠軍   |
| 2024年 | 薩爾瓦多羽毛球國際賽                        | 國際系列賽 | 女子雙打 | 傑奎琳·利馬            | 冠軍   |
| 2024年 | 加拿大羽毛球國際挑戰賽                      | 國際挑戰賽 | 女子雙打 | 傑奎琳·利馬            | 準決賽 |
| 2025年 | 泛美洲羽毛球混合團體錦標賽                  | 其他       | 混合團體 | －                     | 季軍   |
| 2025年 | 泛美洲羽毛球錦標賽                          | 其他       | 女子雙打 | 傑奎琳·利馬            | 季軍   |

| 2007-2017年 | 首要超級賽 | 超級賽 | 黃金大獎賽 | 大獎賽 | 國際挑戰賽 | 國際系列賽 | 未來系列賽 | 其他 |

| 2018-2026年 | 總決賽 | 超級1000賽 | 超級750賽 | 超級500賽 | 超級300賽 | 超級100賽 | 國際挑戰賽 | 國際系列賽 | 未來系列賽 | 其他 |

### 奧運會和世錦賽參賽紀錄
|          | 搭檔        | 2021 | 2022 | 2023 |
| -------- | ----------- | ---- | ---- | ---- |
| 女子雙打 | 杰奎琳·利马 | 32強 | 64強 | 32強 |